# Геза I
Геза I (ок. 1040 — 25 апреля 1077) — король Венгрии (1074—1077) из династии Арпадов. Старший сын короля Белы I.

## Биография

### Ранние годы (1040—1063)
Родиной Гезы была не Венгрия, а Польша, где его отец, принц Бела, c 1037 года скрывался от гнева первого короля Венгрии Иштвана (Стефана) I, казнившего деда Гезы, князя Вазула, за мятеж. Там же, в Польше, принц Бела женился на Рыксе (Рихезе) (по другим данным, её звали Аделаида), дочери приютившего его родственника, польского короля Мешко II Вялого, родившей ему сыновей — Гезу, Ласло (Владислава) и Ламберта.
Вернуться в Венгрию Беле и его детям помогло антихристианское восстание Ваты (1046), в результате которого был свергнут и ослеплён наследовавший Иштвану I венгерский король Петер (Пьетро Орсеоло). Бела был младшим сыном князя Вазула, поэтому новым королём Венгрии стал его старший брат Андраш (Андрей) I. Поначалу Андраш назначил своим преемником младшего брата Белу, но после рождения сына и наследника Шаламона изменил своё завещание в пользу последнего (1057). Бела был вынужден отречься от прав на престол, получив взамен, в качестве компенсации, Нитранское княжество, включавшее в себя треть Венгерской территории.
Не удовольствовавшись полученным княжеством, Бела, вместе со своей семьёй вернулся в Польшу, где снова нашёл радушный приём при дворе своего племянника со стороны жены, герцога Болеслава II Смелого. Вместе с Болеславом он начал войну против своего брата-короля и сверг его с престола (1060). Андраш I был смертельно ранен в бою, Бела I стал новым королём, а Геза — наследным принцем.
Однако династийные распри в Венгрии на этом не закончились, и права Гезы на венгерский трон, равно как и сама его жизнь, впоследствии ещё не раз оказывались под вопросом. Вдова Андраша I, дочь киевского князя Ярослава Мудрого Анастасия, обратилась за помощью к Германскому императору Генриху IV, и тот вторгся в Венгрию с войском. Накануне решающего сражения король Бела тяжко травмировался, упав с трона, и вскоре умер (1063). Войско Белы проиграло битву, и его сыновьям пришлось признать королём малолетнего Шаламона, ограничившись, по условиям мирного договора, территорией княжества, некогда принадлежавшего их отцу. Так принц Геза стал князем Нитры и третьей части Венгрии (Tercia Pars Regni).

### Геза — князь Нитранский (1063—1074)
После примирения с Шаламоном Геза сам возложил на его голову корону во время празднования Пасхи в городе Пече (11 апреля 1064). Примерно к этому же времени относят женитьбу Гезы на дочери графа Гизельберта фон Лооза Жофии (Софии). Тогда Геза со всей очевидностью искренне желал восстановления гражданского мира в Венгрии и вместе со своими младшими братьями участвовал во всех военных кампаниях, которые предпринимал король.
Из внешних войн, которые в то время вела Венгрия, наиболее значительными были хорватский поход 1067 года против Венеции, разгром печенегов при Керлеше (Трансильвания, 1068 год), и война с Византией, закончившаяся взятием венграми Белграда (1071). Там же, под Белградом, союз князя Гезы с королём впервые дал серьёзную трещину. Комендант Белградского гарнизона Никита сдал крепость, но не королю, а Гезе, пообещавшему отпустить и не грабить сдавшихся греков. Король счёл действия Гезы самоуправством и вычел из его доли военной добычи ту часть, которую, по его мнению, из-за глупости Гезы недополучила казна. После этого происшествия отношения Гезы с королём только ухудшались. В самом деле, действия греческого коменданта выглядят как преднамеренная провокация: зная о напряжённых отношениях между королём Венгрии и его кузеном, трудно было найти лучший способ рассорить их между собой. Разумеется, Шаламона разозлила не упущенная выгода, а то, что греки сообщались с его двоюродным братом как с королём.
В 1072 году византийцы снова взяли Белград. Король Шаламон объявил новый поход, который проходил успешно (венгерское войско дошло до города Ниша в нынешней Южной Сербии) до тех пор, пока князь Геза не дезертировал, опасаясь, что в его отсутствие сторонники короля могут отнять у него княжество. Шаламон вернулся в Венгрию с намерением наказать Гезу за предательство, и лишь с огромным трудом венгерским епископам удалось уговорить родичей помириться (в 1073 году, на одном из Эстергомских островков на Дунае). На словах обе стороны стремились к примирению, на деле — готовились к войне.
И всё-таки Шаламону удалось застать Гезу врасплох, когда он охотился в Игфанском лесу. Лагерь Гезы был разгромлен, сам он чудом спасся. Геза попытался прорваться на север, к своему брату Ласло, но 26 февраля 1074 года на Кемейской равнине (к северу от совр. Карцага) войско Шаламона настигло и почти полностью уничтожило его отряд. Правда сам Геза снова уцелел и смог соединиться со своим младшим братом Ласло, который привёл с собой польские и чешские отряды. 14 марта 1074 года под Модьородом (в черте совр. Будапешта) армия сыновей Белы разгромила войско Шаламона. Шаламону пришлось бежать на северо-запад страны, а Геза был провозглашён королём Венгрии.

### Король Геза I (1074—1077)
Правление Гезы было недолгим и неспокойным. Практически все его усилия были направлены на дальнейшее распространение в Венгрии христианства и на борьбу с двоюродным братом Шаламоном, не оставлявшим надежду вернуть себе отнятый престол. Причём первое удавалось Гезе гораздо лучше второго. Ему приписывают возведение собора в Ваце и глубокую, искреннюю личную набожность, за которую он был прозван Благочестивым.
Сама война с двоюродным братом вызывала у него моральные терзания и побуждала искать примирения с Шаламоном, но начатые мирные переговоры он так и не успел довести до конца. Свою коронацию он также долго откладывал, что было отчасти вызвано отсутствием короны, которую увёз с собой и умудрился потерять при поспешном бегстве Шаламон (эта корона была найдена лишь несколько веков спустя на территории нынешней Словакии). Коронация состоялась только в 1075 году благодаря Византийскому императору Михаилу VII Дуке, который прислал Гезе новую корону — настоящее произведение искусства, составившее впоследствии (после добавления к ней венца Св. Иштвана) нижнюю часть знаменитой Священной Короны (Szent Korona) венгерских королей. Как видим, греки не забыли благосклонного отношения к ним Гезы, проявленного при взятии Белграда. Дружба короля с греками ещё более окрепла после того, как овдовевший к тому времени Геза женился на Синнадене — племяннице греческого патриция Никифора Вотаниата, ставшего впоследствии (в 1078 году) византийским императором. Римский папа Григорий VII также был сторонником Гезы, поскольку враждовал с императором Генрихом IV, родственником и союзником свергнутого Шаламона. И все же, несмотря на столь мощную внешнюю поддержку, Геза продолжал искать мира. На праздновании Рождества в Сексарде в 1076 году Геза собрал высших прелатов Венгерской Церкви и объявил им о своём намерении предложить Шаламону, в обмен на мир, 2/3 венгерской территории, сохраняя за собой лишь 1/3 и королевский титул. Шаламон либо не принял это предложение, либо не успел ответить на него.

### Смерть Гезы
Геза I умер 25 апреля 1077 года. В венгерских хрониках содержатся самые противоречивые объяснения причин его смерти: от неведомой продолжительной болезни, постепенно сведшей в могилу короля, которому не было ещё и сорока лет, до явного отравления доселе совершенно здорового и энергичного венгерского монарха (об этом писал настоятель монастыря Св. Спасителя Виллермус). Впрочем, большинство источников настаивает на естественной смерти Гезы, что также вполне естественно для официального венгерского историописания, поскольку принятие версии отравления поставило бы вопрос об отравителях, и тогда оказалось бы, что скорая смерть Гезы была выгоднее его «друзьям», нежели его врагам. В самом деле, Шаламону было гораздо удобнее иметь дело с Гезой, не раз доказывавшим, что восстановление гражданского мира в отечестве для него важнее личной власти, нежели с его младшим братом Ласло I, предпочитавшим силовое разрешение конфликта. Согласись Шаламон на мирные предложения Гезы, и в его руках сосредоточились бы ресурсы двух третей венгерского королевства, которые позволили бы ему начать новую — и на сей раз более успешную — войну за корону. Однако в разгар мирных переговоров Геза умирает. Его наследники — принцы Кальман и Альмош, рождённые первой супругой Жофией — ещё малы, но придворная знать, большинство которой составляют сторонники сыновей Белы, даже слышать не желает о реставрации Шаламона, и корона переходит ко второму сыну Белы I Ласло (Владиславу), который не был столь же щедр на обещания своему кузену. В итоге мирные переговоры прекращаются, Шаламон ещё пытается сопротивляться, но через 4 года капитулирует.

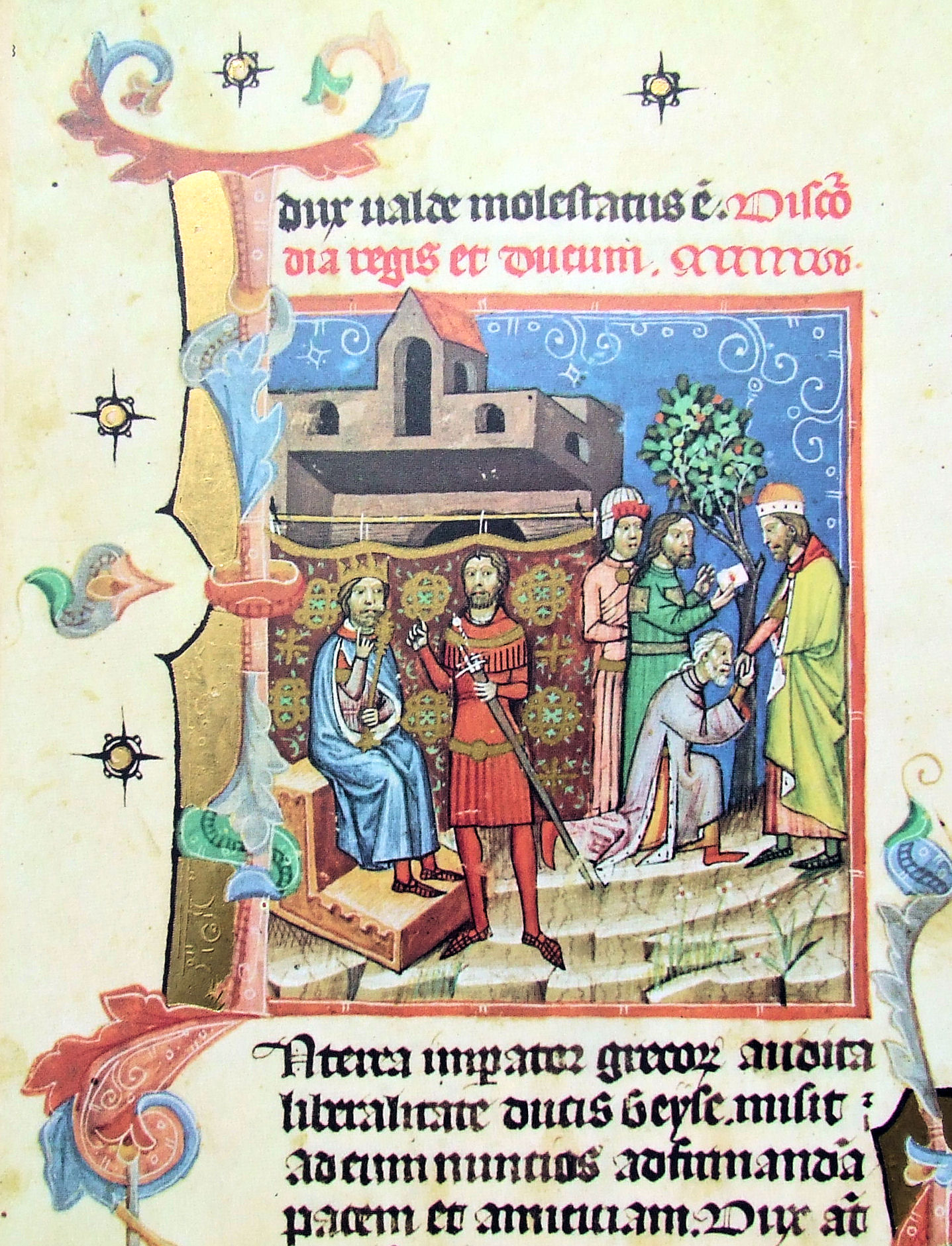
Миниатюра из Иллюстрированной Хроники. «Ссора короля Шаламона с герцогом Гезой»

## Пояснение к миниатюре
Изображений короля Гезы I сохранилось немного. Изображён он, как правило, не на портретах, а в каких-либо исторических сценах, подобных этой. Данная миниатюра иллюстрирует рассказ о том, как приближённые короля Шаламона, большинство которых составляли немцы, постоянно натравливали его на сыновей короля Белы, провоцируя ссоры и конфликты. Главным провокатором — настоящим злым гением короля Шаламона — история Венгрии называет герцога Вида — немца, погибшего в конце концов под Модьородом. На миниатюре король Шаламон изображён сидящим на троне. Князь Геза, в жёлто-зелёном плаще, изображён на заднем плане. Перед ним Византийские послы, вручающие ему письмо с благодарностями от своего императора. Перед королём — герцог Вид. Он вложил два меча в одни ножны, насмехаясь над двоевластием, которое вынужден терпеть король, обделённый вниманием и почтением послов.

### В кинематографе
«Священная корона» (Венгрия, 2001). В роли короля Гезы I — Паль Оберфранк. Фильм начинается с последних лет правления венгерского короля Андраша I и провозглашения его сына Шаламона наследником престола; далее — начало правления Шаламона, примирившегося со своими двоюродными братьями Гезой и Ласло (коронация Шаламона в 1064 году, победные сражения объединённых сил трёх братьев с печенегами под Керлешем в 1068 году), затем — период ссор и военных столкновений короля Шаламона с объединёнными силами братьев Гезы и Ласло, завершающийся свержением Шаламона и провозглашением Гезы королём Венгрии. Оставшаяся часть фильма посвящена событиям, времён правлений Геза I и Ласло (женитьба Ласло на дочери герцога Швабии Рудольфа; коронация Геза I в 1075 году короной, присланной византийским императором Михаилом VII Дукой; жизнь Шаламона в изгнании и его заключение под стражу; смерть короля Гезы и воцарение Ласло; канонизация и вскрытие гробницы первого короля Венгрии Иштвана, извлечение его короны из гробницы; освобождение королём Ласло Шаламона из заключения; изготовление Священной короны венгерских королей путём соединения извлечённой из гробницы короны Иштавана с коронационной короной Гезы I; коронация Ласло этой короной).